# Ulica Przyjaciół Żołnierza w Lwówku Śląskim
Ulica Przyjaciół Żołnierza (daw. niem. Ãussere Bunzlauer Strasse) – ulica w Lwówku Śląskim, o długości 1000 m. Przebiega od północno-zachodniej granicy miasta z wsią Rakowice Wielkie i prowadzi przez aleje Wojska Polskiego w Lwówku Śląskim aż do ul. Bolesława Chrobrego. Stanowi część głównej arterii komunikacyjnej miasta, pokrywając się z drogą wojewódzką 297.

## Przebieg
Ulica Przyjaciół Żołnierza zaczyna się od skrzyżowania o ruchu okrężnym z ul. Chrobrego i ul. Gustawa Morcinka, dalej krzyżując się z ulicą Murarską. Na jednym z głównych skrzyżowań w mieście, przecina się z al. Wojska Polskiego, za którą kierując się na północ pokrywa się z drogą wojewódzką nr 297. Na 550. metrze, nad jezdnią znajduje się wiadukt kolejowy. Ulica kończy się na 1000. metrze i droga prowadzi dalej ciągiem DW 297 do Bolesławca.

## Inwestycje
Ulica Przyjaciół Żołnierza została objęta kompleksową przebudową w ramach inwestycji realizowanej przez Gminę i Miasto Lwówek Śląski w latach 2018–2019. Projekt obejmował również ulice: Morcinka, PCK, Chrobrego, Krótką oraz Konopnickiej. Całkowita wartość zadania wyniosła 5 920 895,95 zł, z czego 3 300 753 zł pochodziło z rządowej dotacji w ramach „Rządowego Programu na rzecz Rozwoju oraz Konkurencyjności Regionów poprzez Wsparcie Lokalnej Infrastruktury Drogowej”.
Zakres prac obejmował m.in.:
- budowę nowej konstrukcji nawierzchni jezdni i chodników,
- wykonanie zjazdów i zatok postojowych,
- uporządkowanie gospodarki wodno-ściekowej,
- przebudowę oświetlenia drogowego,
- przebudowę sieci energetycznych i teletechnicznych[6].

W 2018 roku, przy ul. Przyjaciół Żołnierza, otwarto nową Komendę Powiatową Policji w Lwówku Śląskim.

### Odkrycia
Podczas prac budowlanych prowadzonych w obrębie ulicy Przyjaciół Żołnierza doszło do odkrycia fragmentu dawnego bruku. Była to jedna z wielu sytuacji, kiedy historia miasta objawiła się podczas inwestycji infrastrukturalnych. Powódź w 2024 roku odsłoniła kolejne fragmenty starej nawierzchni brukowanej w innych częściach miasta, co podkreśla wielowarstwową historię Lwówka Śląskiego.

### Bezpieczeństwo
W czerwcu 2024 roku radny Zbigniew Eck złożył interpelację dotyczącą potrzeby utworzenia przejścia dla pieszych przez ulicę Przyjaciół Żołnierza w okolicy skrzyżowania z ulicą Słowiczą. Po uzyskaniu pozytywnej opinii Dolnośląskiej Służby Dróg i Kolei we Wrocławiu (DSDiK), Marszałek Województwa Dolnośląskiego zatwierdził zmianę organizacji ruchu w tym miejscu.
W związku z tym, w lipcu 2024 roku radny Eck ponownie zaapelował o zwiększenie intensywności oświetlenia w rejonie planowanego przejścia. Gmina zobowiązała się do realizacji tego zadania we własnym zakresie przed końcem 2024 roku – daty upływu ważności zatwierdzonego projektu.

### Sygnalizacja świetlna
Pomimo interwencji w sprawie bezpieczeństwa pieszych na skrzyżowaniu ulic Przyjaciół Żołnierza i Alei Wojska Polskiego, DSDiK w piśmie z 16 lipca 2024 roku poinformowała, że nie zachodzą przesłanki do budowy sygnalizacji świetlnej na tym skrzyżowaniu. Zgodnie z analizą natężenia ruchu, geometrii drogi oraz zdarzeń drogowych, obecne oznakowanie i infrastruktura są wystarczające.